# محافظة فسترا يوتالاند
مقاطعة فسترا يوتالاند (بالسويدية: Västra Götaland County) هي محافظة سويدية.[بحاجة لمصدر] يقدر عدد سكانها ب1,589,016 نسمة ومساحتها 23,498.8 كم2.

## توأمة
لمحافظة فسترا يوتالاند اتفاقيات توأمة مع:
- كاناغاوا (21 أكتوبر 1993 - )

## أعلام
- أنا-ليزا أولسون
- أندرياس سيدرهولم